# Laponia (region)
Laponia (fiń. Lappi, szw. Lappland) – region administracyjny (maakunta) w północnej Finlandii. Do 2009 w granicach byłej prowincji Laponia. Graniczy od południa z Zatoką Botnicką i regionem Ostrobotnia Północna wraz ze Szwecją (Norrbotten), Norwegią (Troms og Finnmark) i Rosją (Obwód murmański). Siedzibą  jest Rovaniemi.

## Geografia
Laponia jest najdalej na północ wysuniętym regionem Finlandii. Powierzchnia jest w większości wyżynno - górzysta. Na północy ciągną się fragmenty Gór Skandynawskich, ze szczytem Haltiatunturi, osiągającym 1324 m n.p.m. Jest on także najwyższym szczytem całej Finlandii. Wielkie obszary Laponii zajmują bagna. Największymi jeziorami są: Inari (powierzchnia 1386 km²), Lokan i Porttipahdan. Klimat to na południu umiarkowany pośredni, w środkowej części umiarkowany chłodny i na skrajnej północy subpolarny. Na północy panuje tundra, a na południu lasy tajgi.

## Gminy
Region Laponia jest podzielony na 21 gmin:
| - Enontekiö (1 888) - Inari (6 758) - Kemi (22 157) - Kemijärvi (8 017) - Keminmaa (8 572) - Kittilä (6 371) - Kolari (3 857) - Muonio (2 377) - Pelkosenniemi (969) - Pello (3 770) - Posio (3 659) - Ranua (4 172) - Rovaniemi (60 844) - Salla (3 915) - Savukoski (1 124) - Simo (3 391) - Sodankylä (8 896) - Tervola (3 314) - Tornio (22 374) - Utsjoki (1 285) - Ylitornio (4 504) |

Uwagi: Nazwy gmin, których siedzibą jest miasto zostały pogrubione (w nawiasie liczba mieszkańców; stan na dzień 31 sierpnia 2013).

## Podregiony
Od 2005 gminy zgrupowane są w 6 podregionach:
- podregion Itä-Lappi
- podregion Kemi-Tornio
- podregion Pohjois-Lappi
- podregion Rovaniemi
- podregion Torniolaakso
- podregion Tunturi-Lappi

## Gospodarka
Prowadzi się niewielkie wydobycie rud żelaza. Ponadto hoduje się renifery. W ostatnim czasie wzrasta znaczenie turystyki. Największą atrakcją turystyczną regionu jest dziewicza przyroda, nietknięta cywilizacją. Często odwiedzane jest także Rovaniemi – główna siedziba Świętego Mikołaja.

## Edukacja
W Rovaniemi działa Uniwersytet Laponii.